# Edmond LeMoine

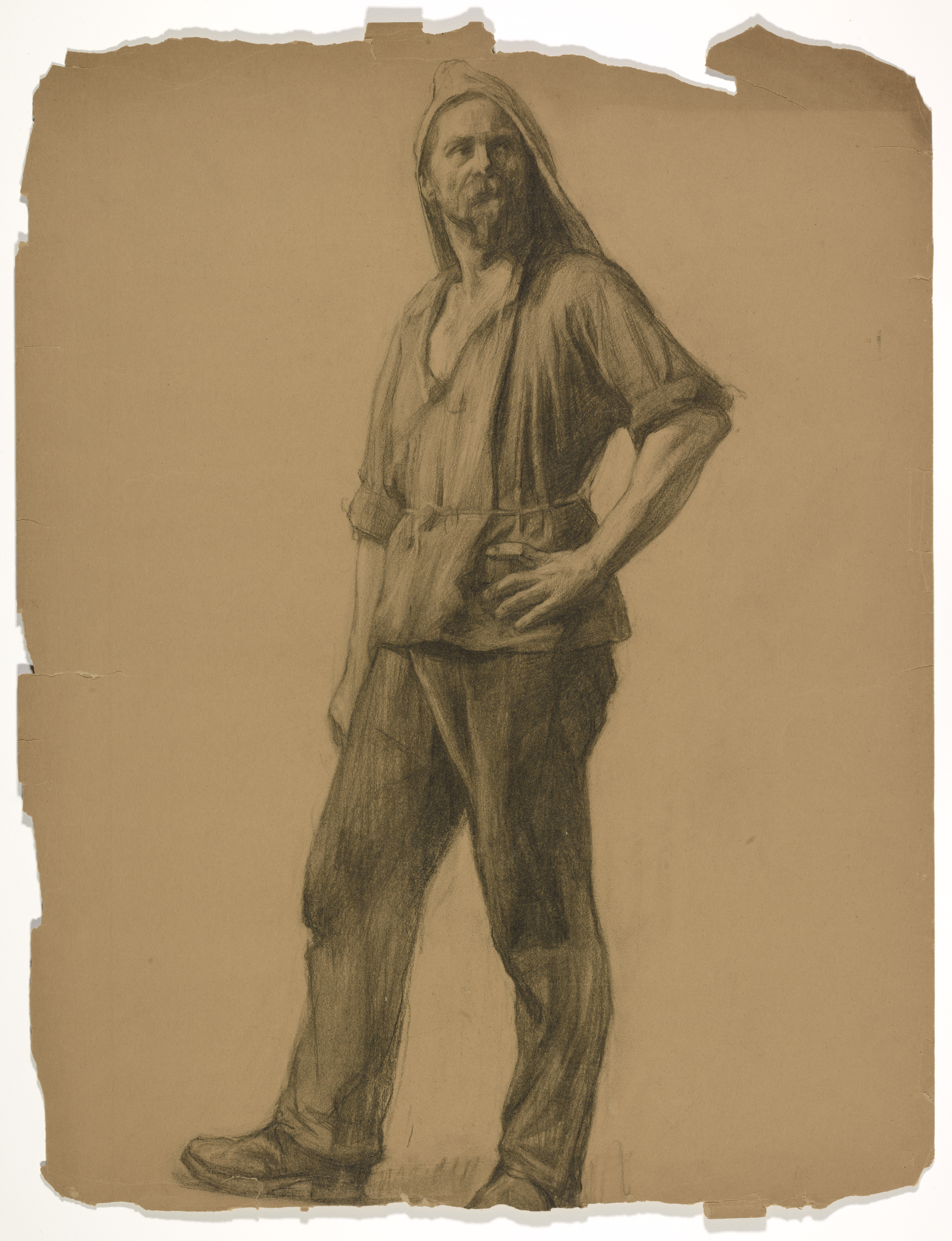
Edmond LeMoine, Pêcheur, entre 1900 et 1920, Fusain sur papier, 64,4 x 49,9 cm Collection MNBAQ

Edmond LeMoine né le 28 novembre 1877 et mort le 9 janvier 1922 à Québec est un illustrateur et peintre québécois.

## Biographie
Fils du notaire Édouard LeMoine (1825-1916) et de Victoria Buies (1837-1898), il se marie le 27 décembre 1921 avec Hortense Charlebois. Son oncle est le journaliste Arthur Buies.
Entre 1894 et 1898, LeMoine est l'élève du peintre Charles Huot. Avec ce dernier, Ivan Neilson et Frank Carrel, il fonde en 1895 la Société des artistes de Québec (incorporée par la suite à la Société des arts, des sciences et des lettres).
Entre 1898 et 1900, il séjourne en Belgique et étudie à l'Académie royale des beaux-arts d'Anvers ainsi qu'à l'atelier de Julien de Vriend où il remporte un premier prix académique. Lors d'un deuxième séjour en Europe, il réalise un stage à l'Académie Colarossi à Paris et il se rend aussi en Italie.
À partir de 1914, il devient professeur au Conseil des arts et manufactures de la province de Québec. Après son décès en 1922, son épouse contribue au rayonnement et à la diffusion de ses œuvres, en organisant notamment une exposition à la Bibliothèque Saint-Sulpice (Montréal, automne 1923). Cette exposition a été le sujet d'un compte rendu par Albert Laberge dans l'édition du journal La Presse du 15 octobre 1923.

## Œuvres
- Portrait de M. Edmond Lemoine (s.d.), huile sur toile, 75,5 × 89 cm, Musée de la civilisation, collection du Séminaire de Québec, Québec
- Portrait de Ferdinand Peachy (s.d.), huile sur toile, 56 × 70,5 cm, Musée de la civilisation, collection du Séminaire de Québec, Québec [8]
- Pêcheur (entre 1900 et 1920), Fusain sur papier, 64,4 x 49,9 cm, Collection du Musée national des beaux-arts du Québec, Québec

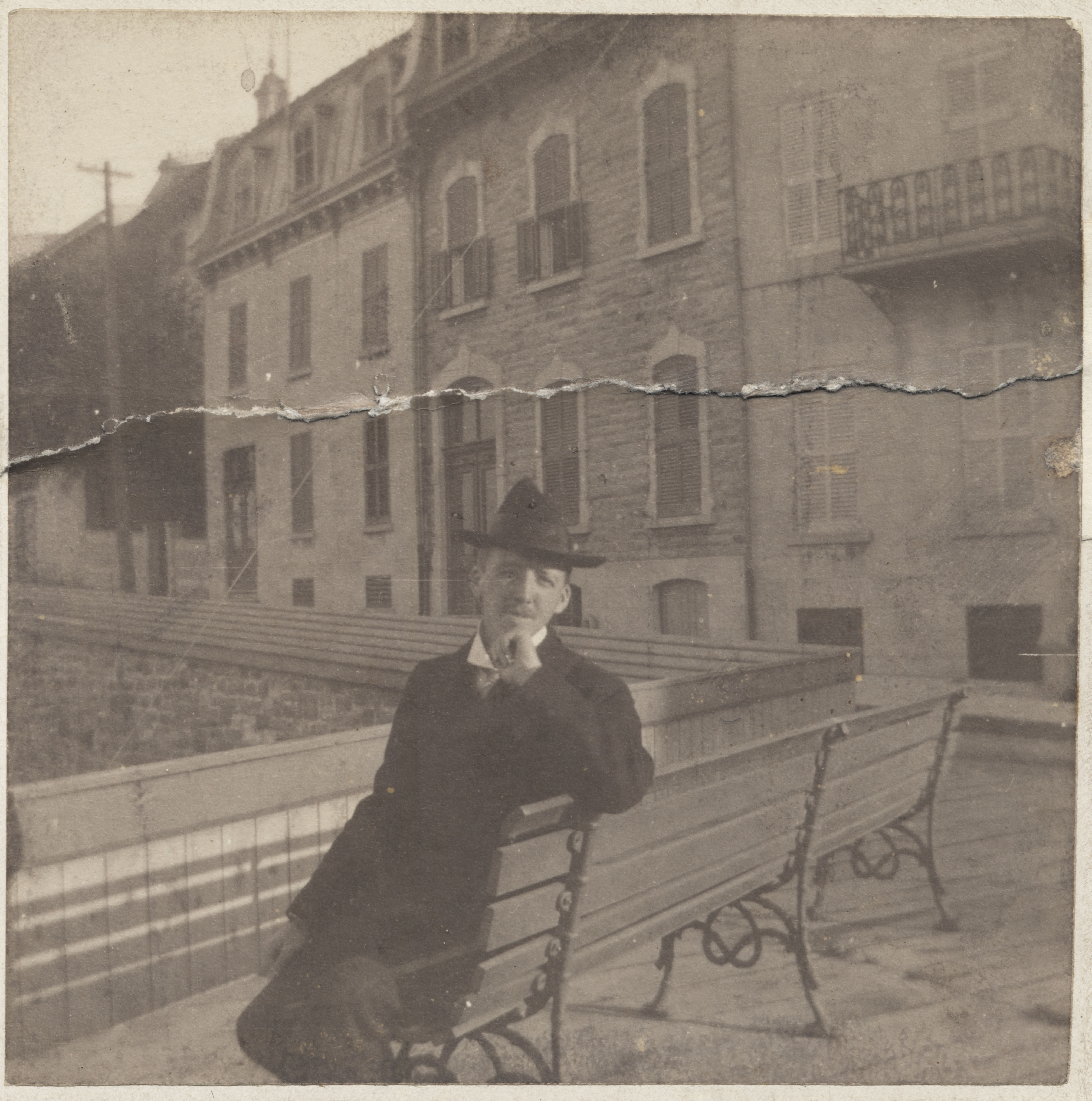
Edmond Lemoine

## Musées et collections publiques
- Musée d'art de Joliette[9]
- Musée de la civilisation
- Musée des beaux-arts du Canada[10]
- Musée Louis-Hémon
- Musée national des beaux-arts du Québec[11]
- Musée Pierre-Boucher

## Hommages
- Deux plaques «Ici vécut» de la ville de Québec sont présentes au 21 rue des Remparts ainsi qu'au 172 rue Aberdeen, en son honneur, pour indiquer ses anciens lieux de résidence[12].